# Episcopal Diocese of Connecticut

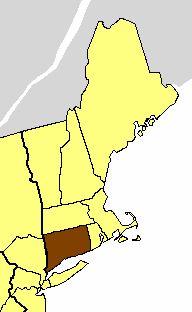
Karte der Diocese of Connecticut

Die Episcopal Diocese of Connecticut ist ein Bistum der Episcopal Church in the USA, das deckungsgleich ist mit dem US-Bundesstaat Connecticut. Es gehört zu den neun ursprünglichen Bistümern der Episcopal Church in den USA. Der erste Bischof Samuel Seabury war der erste anglikanische Bischof mit Bischofssitz außerhalb der Britischen Inseln.  Anglikanische Gottesdienste wurden im Bistum seit 1702 abgehalten, aber das Bistum selbst wurde erst 1785 organisiert, als Bischof Seabury die erste Diözesansynode einberief.
Bischofssitz ist Hartford. Das Bistum umfasst 177 Kirchengemeinden mit etwa 68.500 getauften Mitgliedern. Der amtierende Bischof ist der Right Reverend Andrew D. Smith.  Er ist der 14. Bischof in der Nachfolge des Bistums. Er wird von zwei Weihbischöfen assistiert, dem Rt. Rev. James E. Curry und dem Rt. Rev. Wilfrido Ramos-Orench. Zu Smiths Vorgängern gehört auch der Right Reverend Walter Henry Gray, der als Erster der Bürgerrechtskommission des Bundesstaats vorsaß. Bischof Gray spielte auch eine führende Rolle bei zwei Treffen der Lambeth-Konferenz.
Bei der Diözesansynode 2006 kündigte Bischof Smith an, dass künftig die Gemeinden des Bistums frei darüber entscheiden können, ob sie gleichgeschlechtliche Segnungszeremonien für Paare, die eine eingetragene Partnerschaft des Bundesstaats Connecticut eingegangen haben, abhalten wollen.  Connecticut ist somit eine von zehn Diözesen der Episcopal Church, in denen diese Zeremonien vorgesehen sind.  Smiths Entscheidung wurde von der American Anglican Council kritisiert: So sagte Rev. Canon David Anderson, Präsident der Organisation, die Entscheidung „beweise seine Missachtung der anglikanischen Gemeinschaft und seine Militanz in der Förderung der gay agenda.“